# Nävus
Nävus (von lateinisch naevus „Muttermal“) ist die allgemeine Bezeichnung für eine umschriebene, gutartige Fehlbildung der Haut oder Schleimhaut, bei der normale Zellen oder Gewebe vermehrt, vermindert oder etwas ungleichmäßig vorkommen.

## Überblick
Nävi sind Hamartome (untypisch ausdifferenzierte Zellverbände) der Haut oder Schleimhaut.
Die häufigsten davon sind die bräunlich eingefärbten Nävi der pigmentbildenden Zellen (Pigmentnävi), die durch umgangssprachliche Begriffe wie „Muttermal“ oder „Leberfleck“ weitläufig bekannt sind. Sie stellen nur eine bestimmte Unterart der Nävi dar. „Muttermal“ nennt man speziell die schon bei der Geburt vorhandenen Nävi, „Geburtsmal“, „Werwolfsbiss“ oder „Engelskuss“ auch insbesondere Formen, die später wieder verschwinden.
Es gibt noch viele andere, seltenere Arten von Nävi, die nicht aus pigmentbildenden Melanozyten oder Nävuszellen bestehen, sondern aus Blutgefäßzellen, Bindegewebszellen, Drüsenzellen oder sonstigen Zellen und dementsprechend einen völlig anderen Aspekt haben. Dazu gehört zum Beispiel das relativ häufige Geburtsmal Nävus Unna (Bossard-Fleck, „Storchenbiss“ im Nacken) oder das hochrote bis braunrote „Feuermal“ (medizinisch Naevus flammeus, als Name auch für rote Nävus-Unna-Formen verwendet).
„Geburtsmal“ nennt man aber auch „Blutschwämmchen“ (Hämangiom, das eine wachsende meist gutartige Tumorform ist, kein Hamartom) oder Erscheinungen beim seltenen Rubinstein-Taybi-Syndrom.

## Einteilung
Anhand der folgenden Aufstellung wird ersichtlich, wie heterogen die gesamte Gruppe von Hautveränderungen tatsächlich ist, für die das Wort Nävus als Überbegriff verwendet werden kann.

### Nävi aus pigmentbildenden Zellen (Pigmentnävi)
Synonyme: melanozytärer Nävus, Melanozytennävus, Mole, Leberfleck, Muttermal

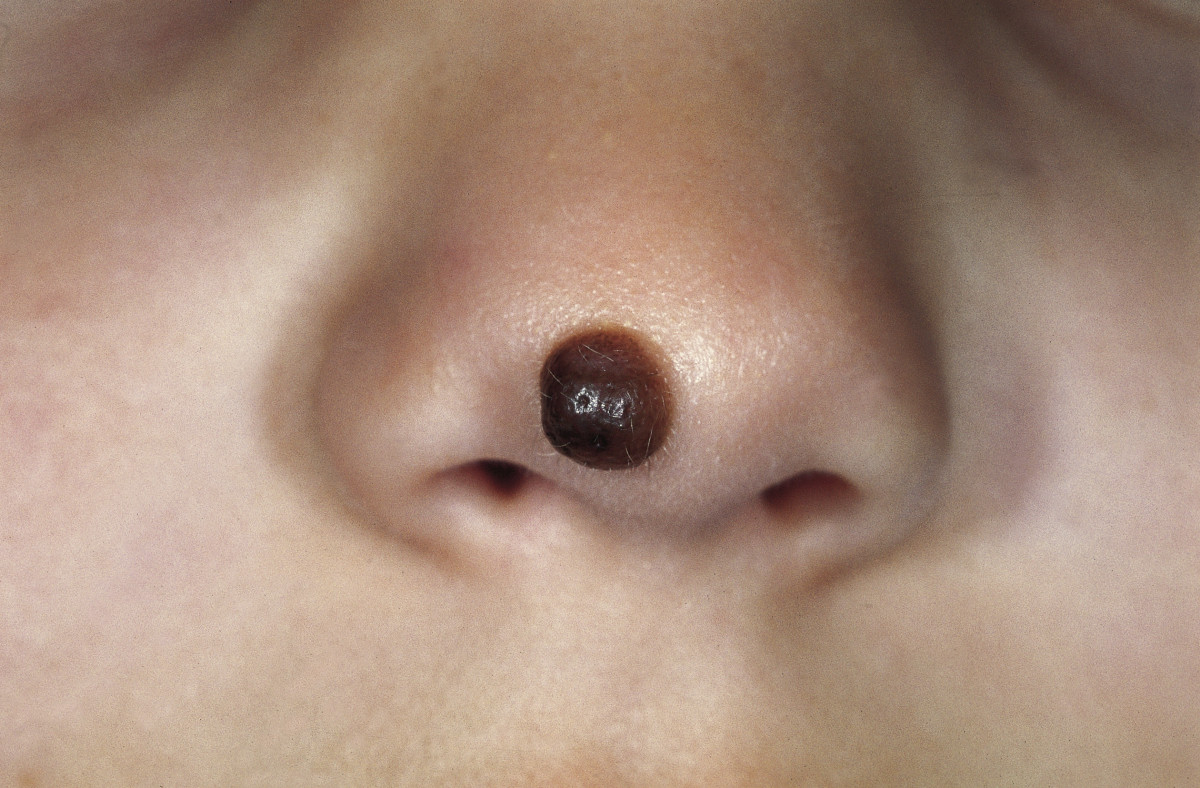
Angeborener melanozytärer Nävus auf der Nasenspitze

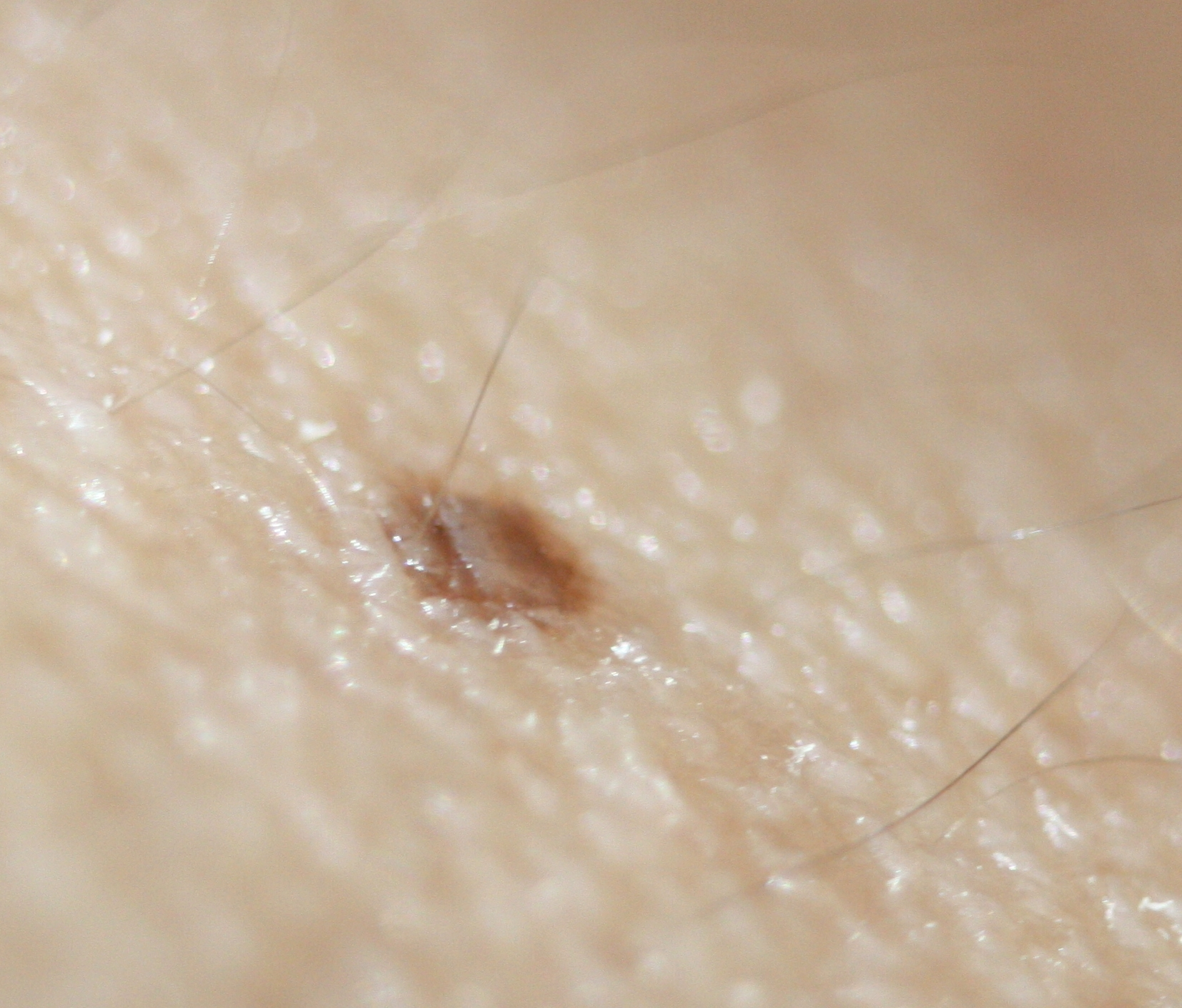
Pigmentnävus

- melanozytäre Nävi („echte“ melanozytäre Nävi aus normalen Melanozyten)
  - epidermale melanozytäre Nävi (liegen in der Epidermis)
    - Epheliden (Sommersprossen)
    - Lentigines
      - Lentigo simplex („Leberflecken“)
      - Lentigo solaris (Altersflecken)

    - Naevus pigmentosus (Café-au-lait-Fleck)
    - Naevus spilus
    - Becker-Nävus

  - dermale melanozytäre Nävi (liegen in der Dermis)
    - Mongolenfleck
    - Naevus fuscocaeruleus
      - Nävus Ota
      - Nävus Ito

    - Naevus caeruleus (Blauer Nävus)
- Nävuszellnävi (Nävi aus Nävuszellen)
  - Junktionsnävus
  - Compound-Nävus
  - Dermaler Nävus
  - Konnataler Nävuszellnävus
  - Halonävus
  - Spitz-Nävus
  - Magnozellulärer Nävus (Melanozytom)
- Nävi aus atypischen Melanozyten bzw. Nävuszellen
  - Dysplastischer Nävus

### Nävi der Gefäße und Hämangiome
- Naevus flammeus
  - Spider-Nävus
- Hämangiom
  - kapilläres Hämangiom
  - kavernöses Hämangiom
  - seniles Hämangiom

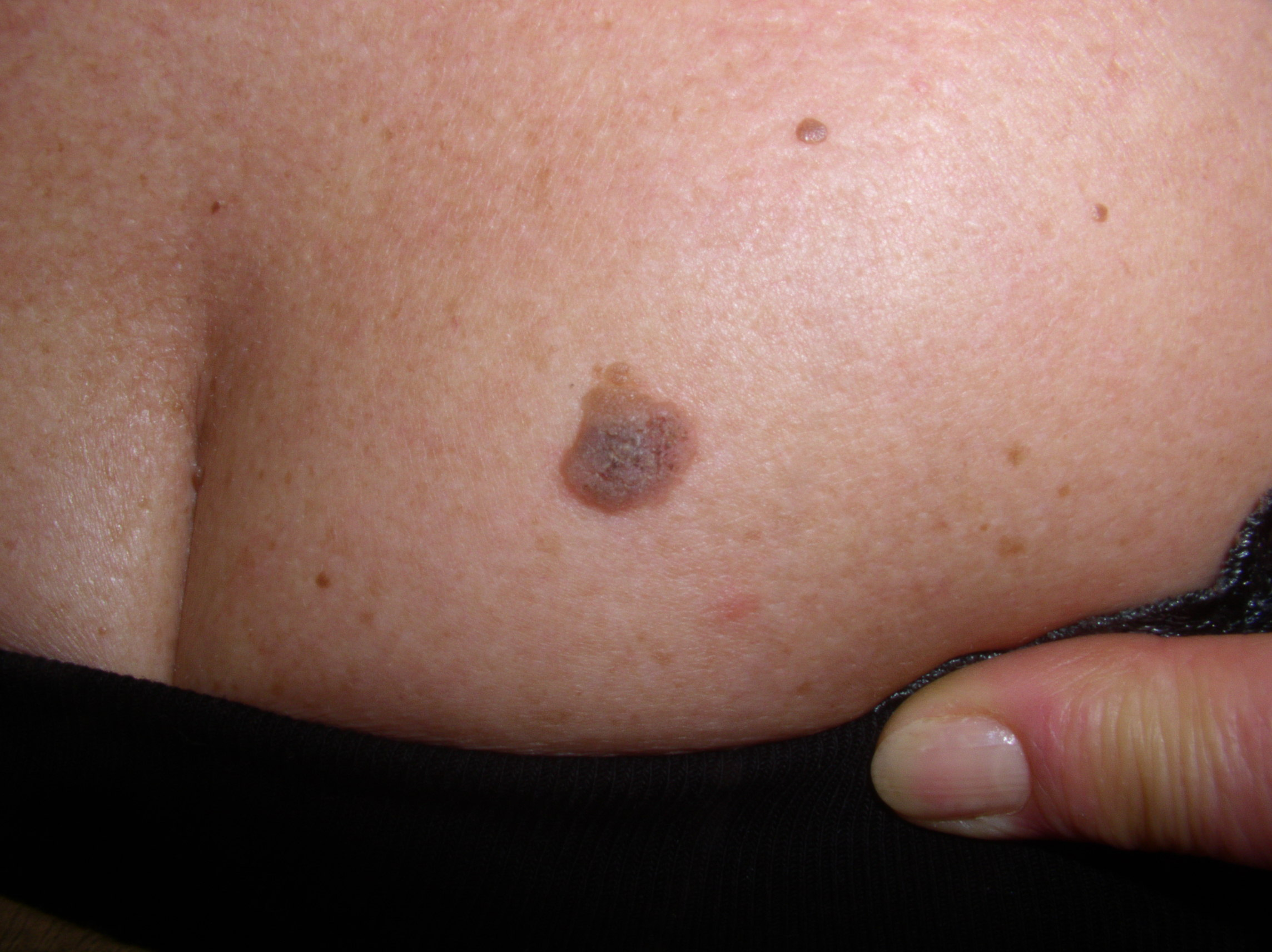
Gutartiger Nävuszellnävus (Compoundnävus)

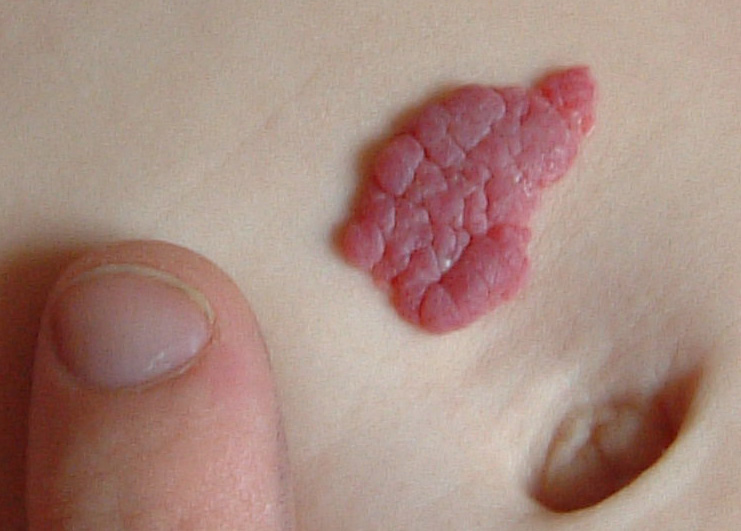
Kapilläres Hämangiom

- pyogenes Granulom (Granuloma pyogenicum)

### Andere Nävi
- Epidermaler Nävus
- Naevus sebaceus (auch Talgdrüsennävus genannt)
- Naevus lipomatosus
- Schweißdrüsennävus
- Haarnävus
- Komedonennävus
- Bindegewebsnävus